# 新潟県道293号金塚停車場竹島線
新潟県道293号金塚停車場竹島線（にいがたけんどう293ごう かなづかていしゃじょうたけじません）は、新潟県新発田市から同県胎内市に至る一般県道である。

## 概要

### 路線データ
- 起点：金塚停車場（新潟県新発田市下小中山）
- 終点：新潟県胎内市竹島字築地原（新潟県道3号新潟新発田村上線交点）

## 通過する自治体
- 新潟県
  - 新発田市 - 胎内市

## 接続する道路
- 新発田市道（起点：新発田市下小中山、「金塚駅」前）
- 新潟県道292号金塚停車場線（新発田市下小中山地内（「金塚駅」前（起点） - 「金塚交差点」西方）で重複）
- 新潟県道3号新潟新発田村上線（終点：胎内市竹島字築地原）

## 周辺
- JR羽越本線 金塚駅
- 日本海東北自動車道 中条インターチェンジ
- 新潟県警察 新発田警察署 金塚駐在所
- 金塚郵便局
- JA北新潟 金塚店